# Pseudodidymaria wyethiae
Pseudodidymaria wyethiae är en svampart som först beskrevs av Ellis & Everh., och fick sitt nu gällande namn av U. Braun 1993. Pseudodidymaria wyethiae ingår i släktet Pseudodidymaria, divisionen sporsäcksvampar och riket svampar.   Inga underarter finns listade i Catalogue of Life.